# هارولد مايلز
هارولد مايلز (31 يناير 1899 في الأرجنتين - 21 يوليو 1957 في المملكة المتحدة) (بالإنجليزية: Harold Miles)‏ هو لاعب كريكت بريطاني. لعب مع British Army cricket team ‏ وDevon County Cricket Club ‏ وEuropeans cricket team ‏ ونادي مارليبون للكريكت ‏ والمقاطعات الوطنية للكريكيت الإنجليزي والويلزي ‏ وWest of England cricket team ‏.

## وصلات خارجية
- هارولد مايلز على موقع إي آس بي آن كريك إنفو (الإنجليزية)